# Ed McMahon
Edward Leo Peter McMahon Jr. (6 de março de 1923 - 23 de junho de 2009) foi um apresentador, ator, cantor e aviador estadunidense. Entre seus principais trabalhos está a parceria com Johnny Carson no game show Who Do You Trust?, distribuido pela ABC de 1957 a 1962. Posteriormente, trabalhou por trinta anos no The Tonight Show Starring Johnny Carson da NBC entre 1962 e 1992.
McMahon também apresentou o Star Search de 1983 a 1995, co-apresentou TV's Bloopers & Practical Jokes com Dick Clark de 1982 a 1998, co-organizou anualmente o Jerry Lewis MDA Telethon de 1973 a 2008, foi âncora na transmissão da NBC da Parada do Dia de Ação de Graças da Macy's durante as décadas de 1970 e 1980 e apareceu em vários filmes.

## Infância e educação
Ed McMahon nasceu em 6 de março de 1923, em Detroit, Michigan, filho de Edward Leo Peter McMahon, um artista, e Eleanor (Russell) McMahon. Ele foi criado em Lowell, Massachusetts, permanecendo frequentemente na casa de sua tia paterna Mary Brennan. McMahon trabalhou por três anos como narrador de carnaval no Maine antes de atuar como locutor de bingo aos quinze anos. Seu primeiro emprego na rádio foi na WLLH-AM em Lowell, e sua carreira na televisão começou na Filadélfia pela WCAU-TV.
No serviço militar, McMahon esperava se tornar um piloto de caça do Corpo de Fuzileiros Navais dos Estados Unidos. Ele foi colocado na ativa durante a Guerra da Coreia, quando assumiu um avião de observação OE-1 (a designação original da Marinha para o avião de observação monomotor desarmado Cessna O-1 Bird Dog). Ao todo, realizou 85 missões de combate, ganhando seis Air Medal. Após a guerra, permaneceu na reserva, aposentando-se em 1966 como coronel. Em 1982, recebeu o status de brigadeiro-general da Guarda Aérea Nacional da Califórnia, um prêmio honorário em reconhecimento ao seus serviços.
Após a Segunda Guerra Mundial, McMahon estudou na Universidade Católica da América em Washington, D.C., concluindo em 1949. Ele se formou em teatro e estudou com Gilbert Hartke. Após a formatura, liderou os esforços para arrecadação de fundos da construção de um teatro que receberia o nome de Hartke e compareceu à sua inauguração em 1970 com Helen Hayes e Sidney Poitier. Enquanto trabalhava no The Tonight Show, foi presidente da associação de ex-alunos e frequentemente retornava ao campus, especialmente para o baile de boas-vindas. Durante a celebração do centenário da universidade em 1987, McMahon e Bob Newhart se apresentaram.

## Carreira

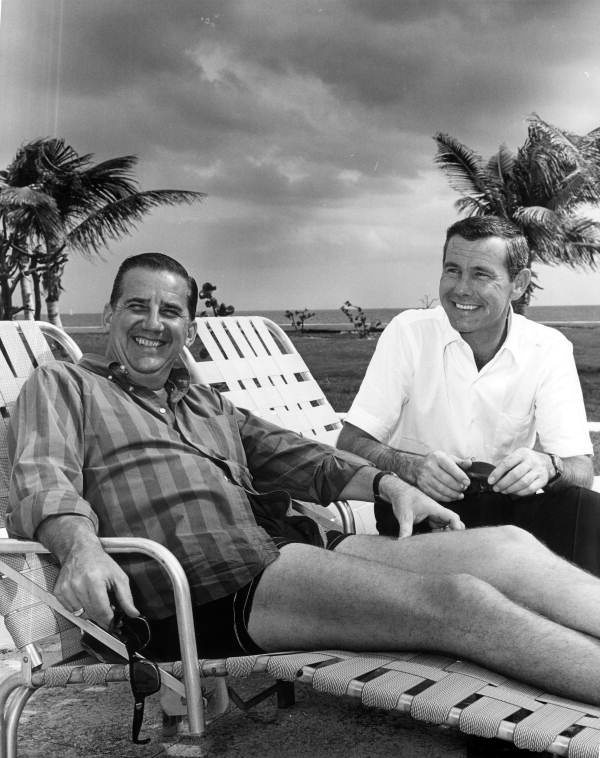
McMahon com Johnny Carson no final da década de 1960

McMahon e Carson trabalharam juntos pela primeira vez como locutores e apresentadores no game show diurno da ABC Who Do You Trust?, que durou de 1957 a 1962. Ele descreveu o primeiro encontro da dupla como sendo "tão emocionante quanto assistir a uma mudança de semáforo".
McMahon voltou a se juntar a Carson no The Tonight Show Starring Johnny Carson em 1 de outubro de 1962, na NBC, onde permaneceu por trinta anos. Além de suas funções de co-apresentador, também coube a ele, enquando o programa durava 105 minutos, apresentar os primeiros quinze minutos de Tonight. McMahon também atuou como apresentador único em algumas ocasiões, incluindo durante uma semana entre 29 de julho a 2 de agosto de 1963 e novamente por duas noites em outubro de 1963. Ele era considerado um contraponto ao notoriamente tímido Carson. No entanto, McMahon disse uma vez a um entrevistador que, depois de muitas décadas, ainda sentia "borboletas no estômago" toda vez que entrava no palco.
Além disso, McMahon participou de vários filmes e propagandas comerciais na televisão. Sua longa associação com a cervejaria Anheuser-Busch lhe rendeu o apelido de "Sr. Budweiser". A partir de 1973, foi co-apresentador do evento anual Jerry Lewis MDA Telethon. No final da década, interpretou um rapper para um comercial do FreeCreditReport.com e promoveu o Cash4Gold ao lado de MC Hammer. Sua última aparição no cinema foi na comédia romântica independente Jelly como Sr. Closure ao lado da atriz Natasha Lyonne.

## Vida pessoal

### Relacionamentos
McMahon se casou com Alyce Ferrell em 5 de julho de 1945, enquanto servia como instrutor de voo. O casal teve quatro filhos: Claudia (n. 1946), Michael Edward (1951–1995), Linda e Jeffrey. Eles se separaram em 1972 e concluíram o divórcio dois anos após. Ele então se casou com Victoria Valentine em 6 de março de 1976. Eles adotaram Katherine Mary em 1985. O casal se divorciou em 1989. McMahon pagava US$ 50.000 por mês em pensão alimentícia para a ex-esposa e filha. Em 22 de fevereiro de 1992, em uma cerimônia realizada perto de Las Vegas, se casou com Pamela Hurn, de 37 anos, que teve um filho chamado Alex.

### Fortuna
Em junho de 2008, foi anunciado que McMahon estava com atrasado de US$ 644.000 no pagamento de US$ 4,8 milhões de empréstimo e estava lutando para evitar a expulsão de sua casa em Beverly Hills. Ele também foi processado pelo Citibank em US$ 180.000. McMahon apareceu no Larry King Live em 5 de junho de 2008, com sua esposa, para falar sobre essa situação. Na entrevista, Pam disse que as pessoas presumiam que a família tinha muito dinheiro por causa da carreira dele. Ela desmentiu que possui "milhões" de dólares. Em 30 de julho do mesmo ano, McMahon pagou ao advogado Norman Solovay US$ 275.168, de acordo com um processo público no tribunal federal de Manhattan. Ele contratou Solovay para representar Linda Schmerge, sua filha do primeiro casamento, em uma "questão matrimonial".
Em 14 de agosto, o magnata imobiliário Donald Trump sugeriu que compraria sua casa e posteriormente a alugaria para McMahon. O apresentador concordou em fazer um acordo, disse o então porta-voz Howard Bragman. No entanto, Bragman se recusou a dizer o nome do comprador ou o preço de venda, mas disse que não era Trump. No início de setembro, Trump renovou sua oferta, mas nunca deu continuidade, segundo a filha de McMahon, Claudia McMahon.

### Saúde
Em 20 de abril de 2002, McMahon processou sua seguradora em mais de US$ 20 milhões, alegando que ficou doente por causa de mofo que se espalhou por sua casa em Beverly Hills depois que os empreiteiros não conseguiram limpar adequadamente os danos causados pela água de um cano quebrado. Ele, a esposa e funcionários ficaram doentes, além disso, culparam o mofo pela morte do cachorro da família, Muffin. Em 21 de março de 2003, a longa batalha legal terminou com Pam recebendo US$ 7,2 milhões.
Em 27 de fevereiro de 2009, foi relatado que McMahon estava internado em um hospital não revelado de Los Angeles (posteriormente confirmado como Ronald Reagan UCLA Medical Center) por quase um mês. Ele foi listado em estado grave e estava na unidade de terapia intensiva. Seu agente disse aos repórteres que ele foi hospitalizado com pneumonia na época, mas não pôde confirmar nem negar os relatos de que havia sido diagnosticado com câncer ósseo.

## Morte

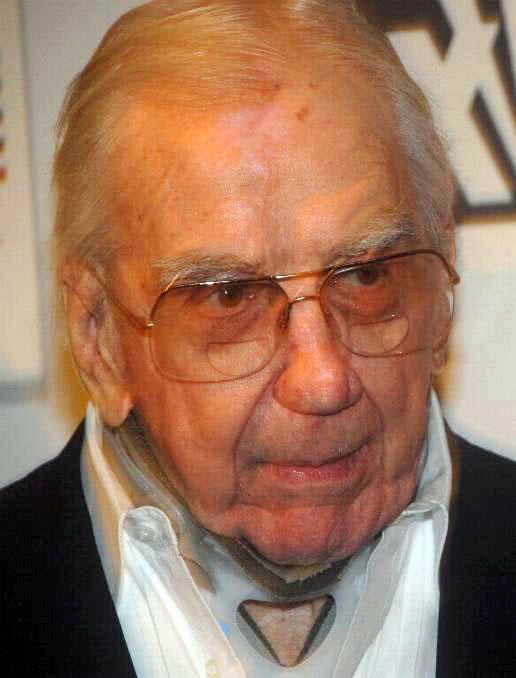
McMahon em 2008, um ano antes de sua morte

McMahon morreu em 23 de junho de 2009, pouco depois da meia-noite, no Ronald Reagan UCLA Medical Center em Los Angeles, Califórnia, aos 86 anos. Sua enfermeira, Julie Koehne, declarou que ele estava tranquilo. Nenhuma motivo formal foi dado, mas seu agente atribuiu a morte aos muitos problemas de saúde que sofreu em seus últimos meses. McMahon dizia que ainda sofria de uma lesão no pescoço nos últimos dois anos. Seu funeral foi realizado no Forest Lawn Memorial Park em Hollywood Hills.
Na noite da morte de McMahon, Conan O'Brien prestou-lhe homenagem no The Tonight Show: "É impossível, eu acho, para qualquer um imaginar The Tonight Show With Johnny Carson sem Ed McMahon. A risada de Ed era realmente a trilha sonora daquele programa. Ele criou a mais icônica dupla da história da transmissão. Nunca mais haverá algo assim". McMahon recebeu uma estrela na Calçada da Fama de Hollywood em 20 de março de 1986 e teve seu nome incluído postumamente no Hall da Fama da Filadélfia em 2010.